# Kupellonura flexibilis
Kupellonura flexibilis is een pissebed uit de familie Hyssuridae. De wetenschappelijke naam van de soort is voor het eerst geldig gepubliceerd in 1982 door Pasternak.